# Régiment de Guerchy
Le régiment de Guerchy est un régiment d'infanterie du royaume de France créé en 1706 sous le nom de régiment de Baumelay et licencié en 1715.

## Création et différentes dénominations
Le régiment de Baumelay a changé de nom au fur et à mesure qu'il changeait de propriétaire,.
- 4 février 1706 : création du régiment de Baumelay
- 11 mai 1707 : renommé régiment de Mouchan
- 10 juillet 1708 : renommé régiment de Damas
- août 1712 : renommé régiment d'Houdetot
- 1714 : renommé régiment de Guerchy
- 30 janvier 1715 : Licenciement[1]

### Colonels et mestres de camp
- 4 février 1706 : N. de Baumelay
- 11 mai 1707 : Jean de Castillon, seigneur de Mouchan, brigadier le 4 octobre 1705, † 1708[3]
- 10 juillet 1708 : Jean-Jacques, chevalier de Damas
- août 1712 : N. comte d'Houdetot
- 1714 : N. de Régnier, comte de Guerchy

## Historique des garnisons, combats et batailles du régiment
Pour pallier les différentes pertes de l'armée royales, 34 nouveaux régiments sont levés en France en 1706 aux frais des princes et des gentilshommes qui les ont levés. Le régiment de Baumelay, fait partie de ces régiments et est levé le 4 février 1706 par N. de Baumelay,. Engagé dans la guerre de Succession d'Espagne,le régiment sert sous son commandement en Espagne. En 1712, le régiment, désormais dénommé « régiment de Damas », se trouve en Dauphiné.
Devenu « régiment d'Houdetot », il sert en Catalogne en 1713 et notamment à Barcelone. Lors de ce siège, le colonel, deux capitaines et 62 soldats y sont tués et le régiment a également 9 capitaines, 2 lieutenants et 112 soldats blessés. Devenu « régiment de Guerchy » en 1714, il est licencié le 30 janvier 1715.